# Maulwurf (Wappentier)

Maulwurf im Wappen von Gonnehem

Der Maulwurf oder nur Mohl ist in der Heraldik eine gemeine Wappenfigur und ein Wappentier. Das Wappentier ist selten im Wappen oder Feld.
Dargestellt wird das Tier überwiegend in Schwarz, andere heraldische Farben sind möglich, und wenig abweichend von der natürlichen Gestalt. Es können mehrere Tiere im Wappen sein und können anhand der vorderen und hinteren Füße, die als Grabschaufeln umgebildet sind, bestimmt werden. In älterer Literatur wird er als Schermaus angesprochen, was eigentlich Unsinn ist.

Espenel
Graafland (Adels- und Patriziergeschlecht)
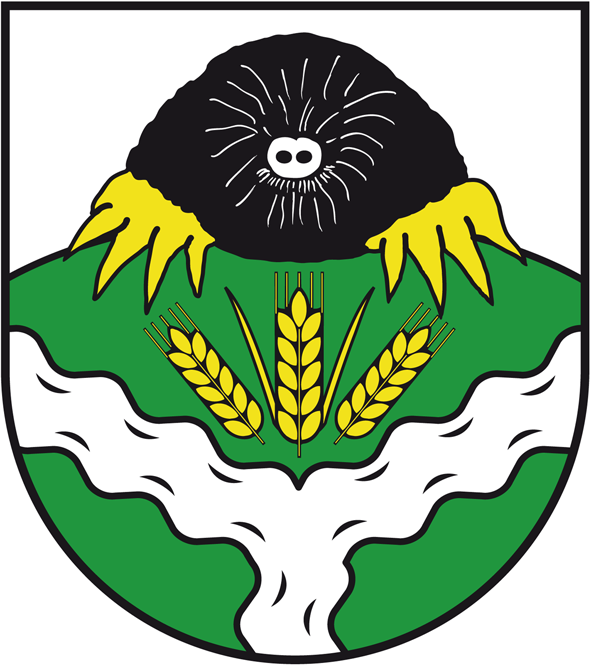
Frontalansicht im Wappen von Meltewitz, siehe Deutsche Ortswappenrolle